# 강릉 굴산사지 석불좌상
강릉 굴산사지 석불좌상(江陵 崛山寺地 石佛坐像)은 대한민국 강원특별자치도 강릉시에 있는 석불이다. 1984년 6월 2일 강원특별자치도의 문화재자료 제38호로 지정되었다.

## 개요
강원특별자치도 강릉시 구정면 학산리 굴산사 절터에 있는 석불좌상이다. 이 곳에 전해지는 3구의 석불 가운데 완전한 2구는 작은 암자에서 모시고 있고, 머리 부분이 없어진 1구는 우물에 있다. 석불 3구는 모두 한손이 다른 손의 검지를 감싸고 있는 손모양을 하고 있는데, 이는 비로자나불이 일반적으로 취하는 모습으로 아마도 함께 모시기 위해 만든 비로자나삼존불로 생각된다.
얼굴은 둥글고 긴 타원형이며, 어깨는 움츠린 듯하다. 옷의 표현이 두꺼워 몸의 굴곡이 드러나지 않으며, 가슴 부근에 있는 손의 모습은 다소 경직되어 보인다.
이 불상은 둥글고 긴 얼굴과 평판적인 신체에 곡선적인 조각 등 고려 전기에 유행한 자연주의 양식을 따르고 있으며, 또한 지방 조각의 성격도 드러내고 있다.

## 현지 안내문
강원특별자치도 강릉시 구정면 학산리 굴산사 절터에 있는 석불좌상이다. 이곳에 있는 3구의 석불 가운데 완전한 2구는 근처의 작은 암자에 있고, 머리부분이 없어진 1개는 우물가에서 발견되어 이곳에 모셨다. 석불 3구는 모드 한손이 다른 손의 검지를 감싸고 있는 모양을 하고 있는데, 이는 비로자나불의 일반적인 모습으로 비로자나불 삼존불을 모신 것으로 생각된다.
얼굴은 둥글고 긴 타원형이며, 어깨는 움츠린 듯하다. 옷의 표현이 두꺼워 몸의 굴곡이 드러나지 않으며, 가슴 부근에 있는 손의 모습은 다소 경직되어 보인다.
이 불상은 둥글고 긴 얼굴과 평판적인 신체에 곡선적인 조각 등 고려 전기에 유행한 자연주의 양식을 따르고 있으며, 지역적 특색을 담고 있다.

## 같이 보기
- 강릉 굴산사지 - 사적 제448호

## 참고 자료
- 강릉굴산사지석불좌상 - 국가유산청 국가유산포털